# BC548
El BC548 es un transistor NPN bipolar de propósitos generales utilizado principalmente en equipos de procedencia europea. Eléctricamente es similar al transistor 2N3904 (estadounidense) y al transistor 2SC1815 (japonés), aunque la asignaciones de los pines es distinta.
Entre las aplicaciones, se encuentran la de amplificador de baja señal y en fuentes de alimentación.
El dispositivo viene integrado en un encapsulado tipo TO-92. El orden de los pines mirando la parte plana del encapsulado de izquierda a derecha colector, base, emisor.
Su par complementario (PNP) es el transistor BC558

## Características técnicas
Desempeño máximo
Voltaje colector emisor en corte Vceo = 30V
Voltaje colector emisor en saturación Vces = 30V
Voltaje emisor base en corte Vebo = 5V
Corriente de colector constante Ic = 100mA 
Características térmicas
Disipación máxima (Tamb= 25 °C) =  625 mW
Temperatura de juntura = -55a+155 °C
Características eléctricas
V(BR)CEO Voltaje de ruptura colector-emisor  IC = 10 mA, IB = 0,  = 30 V (Min)
V(BR)CBO Voltaje de ruptura colector-base  IC = 10 µA, IE = 0,  = 30 V (Min)
V(BR)EBO Voltaje de ruptura emisor-base IE = 10 µA, IC = 0,  5.0 V (Min)
Características con señal
hfe típico = 400 (100 Min, 800 Max)
fT frecuencia de transición = 150 MHz